# Націоналістична партія (Мальта)
Націоналісти́чна па́ртія Ма́льти (англ. Nationalist Party, мальт. Partit Nazzjonalista) — одна з двох основних політичних партій Мальти (нарівні з Лейбористською партією), що дотримується християнсько-демократичної орієнтації. За підсумками виборів 2013 року перейшла в опозицію.